# Alog
Alog este un duo de muzică electronică din Tromsø, Norvegia.
Duoul a fost format în 1997 de către Espen Sommer Eide și Dag-Arne Haugan. După ce au scos EP-ul omonim produs de ei însăși în 1998, au semnat un contract cu casa de discuri norvegiană Rune Grammofon. Anul următor a văzut lansarea albumului "Red Shift Swing". 
În anul 2005, au câștigat Premiul Spellemann (echivalentul norvegian al premiilor Grammy din SUA), clasa electronică pentru cel de-al treilea album, Miniatures.
Alog a avut turnee în Europa, SUA și Japonia.

## Discografie
- Alog (1998) EP
- Red Shift Swing (Rune Grammofon, 1999)
- Duck-Rabbit (Rune Grammofon, 2001)
- Miniatures (Rune Grammofon, 2005)
- Catch That Totem! (1998-2005) (Melektronikk, 2005) Compilație/remix-uri
- Islands of Memory (Creaked Records, 2006) EP
- Just Recording (2006) Scos doar ca LP în număr limitat
- Amateur (Rune Grammofon, 2007)